# Ruben Douglas
Ruben Enrique Douglas (Pasadena, Kalifornija, 20. listopada 1979. – Kostarika, 12. travnja 2024.) bio je panamski košarkaš, porijeklom iz SAD-a. Igrao je na poziciji razigravača.

## Karijera
Srednju školu je pohađao na Bellarmine-Jefferson High School, gdje je i počeo svoju ozbiljniju košarkašku karijeru. Nakon srednje škole jednu je godinu pohađao sveučilište Arizona, da bi nakon toga prešao na New Mexico. Imao je odličnu sveučilišnu karijeru. U četiri sezone provedene u NCAA ligi imao je prosjek od 17.6 poena po susretu, s tim da je u posljednjoj, seniorskoj sezoni prosjek narastao do čak 28.0 poena te je bio sveukupno najbolji strijelac NCAA prvenstva. Proglašen je najboljim igračem Mountain West konferencije. Nakon što nije izabran na NBA draftu 2002. godine, karijeru je nastavio u Europi, točnije u Panioniosu, gdje je u sezoni 2003./04. postizao točno 20 poena u prosjeku. 
Sljedeće sezone prešao je u talijanski Climamio gdje je postizao 13 poena u prosjeku, ali je najviše ostao zapamćen po tome što je šutom s centra iste te godine donio naslov bolonjskom klubu. U sezoni 2005./06 potpisao je za ruski Dinamo iz Moskve, s kojim je osvojio ULEB kup te je usput i bio proglašen najboljim igračem finala sa 17 postignutih poena. Sljedeće sezone pristupio je španjolskoj Pamesi u kojoj je postao najboljim igračem kluba. U dvije sezone, koliko je u Pamesi, Douglas je postigao 889 poena u 62 utakmice koje je odigrao za klub iz Valencije, točnije 14.5 u prosjeku. Od veljače 2009. član je talijanske Lottomatice Rim.

## Panamska reprezentacija
Za panamsku reprezentaciju nastupao je na Svjetskom prvenstvu u Japanu 2006. godine. Bio je najbolji strijelac svoje reprezentacije, prosječno postižuči 13.2 poena u prosjeku. 

## Vanjske poveznice
- Profil  Arhivirana inačica izvorne stranice od 23. svibnja 2009. (Wayback Machine) na Lega Basket Serie A
- Profil na Euroleague.net
- Profil  Arhivirana inačica izvorne stranice od 6. ožujka 2021. (Wayback Machine) na Basketpedya.com